# Rhadinomyces pallidus
Rhadinomyces pallidus är en svampart som beskrevs av Thaxt. 1893. Rhadinomyces pallidus ingår i släktet Rhadinomyces och familjen Laboulbeniaceae.  Arten är reproducerande i Sverige. Inga underarter finns listade i Catalogue of Life.